# Рязанов, Фёдор Фёдорович
Фёдор Фёдорович Рязанов (1900, Павловка, Курская губерния — 11 апреля 1981, Киев) — советский государственный и хозяйственный деятель. Герой Социалистического Труда (1958).

## Биография
С 1915 года в Екатеринославе. Член партии большевиков с 1916 года. Участник Гражданской войны.
Окончил курсы лекторов Высшей школы профдвижения (1921). 
В 1923 году родился сын - Евгений Фёдорович Рязанов, будущий инженер ракетно-космической техники. 
С 1925 года глава объединённого завкома заводов имени Петровского и имени Ленина. В 1927—1929 годах глава горсовета Днепропетровска.
С 1930 года слушатель Промакадемии и одновременно студент ДМетИ. После окончания института работал заместителем директора завода «Запорожсталь», заместителем начальника доменного цеха металлургического комбината имени Дзержинского в Днепродзержинске.
- С 1937 года — директор Сталинского завода в Донбассе;
- с 1938 года — директор Краматорского металлургического завода;
- 1940—1941 — директор Криворожского металлургического завода;
- 1941—1942 — директор Ново-Тагильского металлургического завода;
- с 1942 года — директор Узбекского металлургического завода;
- 1947—1959 — директор Криворожского металлургического завода;
- 1960—1963 — начальник главка металлургической и горнодобывающей промышленности СНХ УССР.

Депутат Криворожского городского совета.

## Награды
- Орден Красной Звезды (31.03.1945);
- медаль «За трудовую доблесть» (05.05.1949);
- Орден Трудового Красного Знамени (24.01.1950);
- Медаль Серп и Молот (19.07.1958);
- дважды Орден Ленина (25.11.1946; 19.07.1958);
- Орден «Знак Почёта» (22.03.1966);
- орден Красного Знамени (28.10.1967).

## Память
- До 2016 года имя носила улица в Кривом Роге[4].
- Имя на Стеле Героев в Кривом Роге.